# Exponente crítico
Los exponentes críticos describen el comportamiento de magnitudes físicas en las proximidades de las transiciones de fase. Para sistemas de dimensión mayor o igual a cuatro, se pueden obtener teóricamente mediante la teoría de campo medio, esto es, sustituyendo la interacción de las partículas por un campo externo apropiadamente escogido. Para sistemas de menos dimensiones, el estudio teórico requiere del grupo de renormalización.

## Definición
Con el objeto de estudiar el comportamiento de una magnitud física {\displaystyle f} mediante una ley ley de potencias en las cercanías de la temperatura crítica {\displaystyle T_{c}}, se introduce la temperatura reducida {\displaystyle \tau :=(T-T_{c})/T_{c}}, que es igual a cero en  la transición de fase. Se define el exponente crítico {\displaystyle k} como:
{\displaystyle k\,{\stackrel {\text{def}}{=}}\,\lim _{\tau \to 0}{\log |f(\tau )| \over \log |\tau |}{\text{.}}}
En consecuencia, la ley de potencias buscada es:
{\displaystyle f(\tau )\propto \tau ^{k},\quad \tau \approx 0{\text{,}}}
que representa el comportamiento asintótico de la función {\displaystyle f(\tau )} cuando {\displaystyle \tau \to 0}. Con más generalidad, cabe esperar:
{\displaystyle F(\tau )=A\tau ^{\lambda }(1+b\tau ^{\lambda _{1}}+\dots ){\text{.}}}